# Région de Banská Bystrica
La région de Banská Bystrica (en slovaque : Banskobystrický kraj) est une région administrative et une collectivité territoriale de Slovaquie. Son chef-lieu est Banská Bystrica.

## Démographie

### Évolution de la population
| Année:               | 1994.   | 2004.   | 2014.   | 2024.   |
| -------------------- | ------- | ------- | ------- | ------- |
| Nombre de personnes: | 664 072 | 658 368 | 655 359 | 611 124 |
| Différence:          |         | -0,85 % | -0,45 % | -6,74 % |

| Année:               | 2023.   | 2024.   |
| -------------------- | ------- | ------- |
| Nombre de personnes: | 614 356 | 611 124 |
| Différence:          |         | -0,52 % |

## Districts

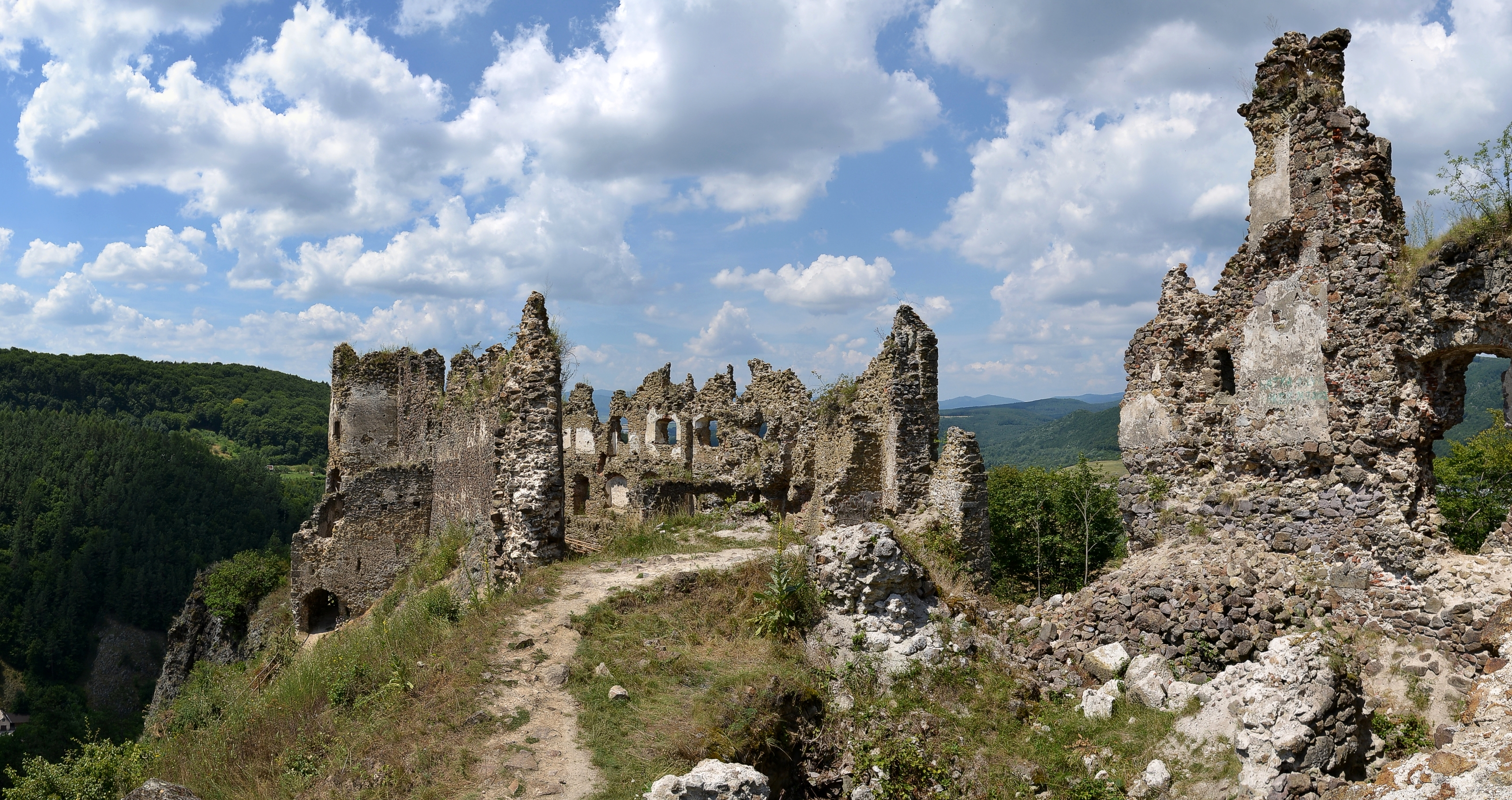
Ruines du château de Šášovské Podhradie, près de Žiar nad Hronom.

La région de Banská Bystrica est subdivisée en 13 districts :
| - Banská Bystrica - Banská Štiavnica - Brezno - Detva - Krupina - Lučenec - Poltár | - Revúca - Rimavská Sobota - Veľký Krtíš - Zvolen - Žarnovica - Žiar nad Hronom |

### Villes
| - Banská Bystrica - Banská Štiavnica - Brezno - Detva - Dudince - Fiľakovo - Hnúšťa - Hriňová | - Jelšava - Kremnica - Krupina - Lučenec - Modrý Kameň - Nová Baňa - Poltár - Revúca | - Rimavská Sobota - Sliač - Tisovec - Tornaľa - Veľký Krtíš - Zvolen - Žarnovica - Žiar nad Hronom |

## Présidents de la collectivité régionale
- 2001 – 2005 : Milan Marčok (HZDS, SMER)
- 2005 – 2009 : Milan Murgaš (HZD, KDH, SNS, SMER, SZS)
- 2009 – 2013 : Vladimír Maňka (SMER-SD, ĽS-HZDS)
- 2013 – 2017 : Marian Kotleba (ĽSNS)
- 2017 - : Ján Lunter (indépendant)